# Lars Simonsen
Lars Simonsen (Odense, 19 settembre 1963) è un attore danese.

## Filmografia

### Cinema
- Pelle alla conquista del mondo (Pelle erobreren), regia di Bille August (1987)
- Barbara, regia di Nils Malmros (1997)

### Televisione
- The Killing (Forbrydelsen) – serie TV, episodi 1x12-1x13 (2007)
- The Bridge - La serie originale (Bron/Broen) – serie TV, 15 episodi (2011-2013)
- Bedrag – serie TV, 8 episodi (2016)
- The Rain – serie TV, episodi 1x01-1x06-1x08 (2018-2020)

## Doppiatori italiani
- Massimo Lodolo in The Rain